# Liste der Kulturgüter in Reigoldswil
Die Liste der Kulturgüter in Reigoldswil enthält alle Objekte in der Gemeinde Reigoldswil im Kanton Basel-Landschaft, die gemäss der Haager Konvention zum Schutz von Kulturgut bei bewaffneten Konflikten, dem Bundesgesetz vom 20. Juni 2014 über den Schutz der Kulturgüter bei bewaffneten Konflikten sowie der Verordnung vom 29. Oktober 2014 über den Schutz der Kulturgüter bei bewaffneten Konflikten unter Schutz stehen.
Objekte der Kategorien A und B sind vollständig in der Liste enthalten, Objekte der Kategorie C fehlen zurzeit (Stand: 1. Januar 2023).

## Kulturgüter
| Foto |                                                                                                   | Objekt                                                                | Kat. | Typ | Standort                         | Beschreibung |
| ---- | ------------------------------------------------------------------------------------------------- | --------------------------------------------------------------------- | ---- | --- | -------------------------------- | ------------ |
| BW   | Datei hochladen · Wikidata zu Haus Preiswerk (Q19362782)                                          | Haus Preiswerk KGS-Nr.: 09140                                         | A    | G   | Hof Gorisen 231a 618956 / 251025 |              |
| ja   | Datei hochladen · Wikidata zu Ruine Rifenstein (Q2175411)                                         | Mittelalterliche Burgruine Rifenstein KGS-Nr.: 01511                  | B    | F   | 619850 / 250030                  |              |
| BW   | Datei hochladen · Wikidata zu Ehemaliges Posamenterhaus (Q29679756)                               | Ehemaliges Posamenterhaus KGS-Nr.: 01512                              | B    | G   | Oberbiel 15 619196 / 249314      |              |
| ja   | Datei hochladen · Wikidata zu Reformierte Kirche (Q29679805)                                      | Reformierte Kirche KGS-Nr.: 01513                                     | B    | G   | Chilchägerten 13 619180 / 249495 |              |
| ja   | Datei hochladen · Wikidata zu Bauernhaus (Q29679727)                                              | Bauernhaus KGS-Nr.: 09937                                             | B    | G   | Schmidtengasse 5 619181 / 249782 |              |
| BW   | Datei hochladen · Wikidata zu Brücke bei Bütschen (Q29679744)                                     | Brücke bei Bütschen KGS-Nr.: 12193                                    | B    | G   | Bütschen 619141 / 251496         |              |
| BW   | Datei hochladen · Wikidata zu Gasthaus zur Sonne (Q29679773)                                      | Gasthaus zur Sonne KGS-Nr.: 12194                                     | B    | G   | Dorfplatz 8 619092 / 249585      |              |
| BW   | Datei hochladen · Wikidata zu Pfarrhaus (Q29679787)                                               | Pfarrhaus KGS-Nr.: 12195                                              | B    | G   | Oberbiel 2 619129 / 249425       |              |
| BW   | Datei hochladen · Wikidata zu Wohnhaus (Q29679817)                                                | Wohnhaus KGS-Nr.: 12196                                               | B    | G   | Oberbiel 13 619192 / 249328      |              |
| BW   | Datei hochladen · Wikidata zu Chilchli, frühmittelalterliche Gräber und Kirchenruine (Q118127240) | Chilchli, frühmittelalterliche Gräber und Kirchenruine KGS-Nr.: 17107 | B    | F   | 619560 / 248740                  |              |